# Reto Brunhart
Reto Brunhart (* 1954 in Balzers) war vom 1. März 1997 bis zum 31. August 2003 Polizeichef der liechtensteinischen Landespolizei.

## Leben
Nach der Schule und einer Berufsausbildung besuchte Brunhart die Polizeischule in Chur, wo er 1975 seinen Abschluss machte. Im gleichen Jahr trat er dem Fürstlich Liechtensteinischen Sicherheitskorps, der späteren Landespolizei, bei. 1991 wurde er Stabschef und Abteilungsleiter Kommandodienste. 1993 wurde er zusätzlich zum Polizeichef-Stellvertreter ernannt. Des Weiteren war er bis November 1996 Presseverantwortlicher und Polizeisprecher. Am 1. März 1997 wurde Brunhart Polizeichef der liechtensteinischen Landespolizei. Diesen Posten bekleidete er bis zu seinem Rücktritt am 31. August 2003. Martin Meyer wurde interimistisch sein Nachfolger. Brunhart selbst wurde nach seinem Rücktritt für verschiedene internationale Organisationen, unter anderem für die Organisation für Sicherheit und Zusammenarbeit in Europa, im Bereich der Sicherheitssektorreform tätig. Ab 2005 war er drei Jahre für das Büro des Sonderkoordinators des Stabilitätspakts für Südosteuropa, Erhard Busek, tätig. Seit 2008 arbeitet er für das Genfer Zentrum für die demokratische Kontrolle der Streitkräfte.
Brunhart ist verheiratet und hat zwei Kinder, einen Sohn und eine Tochter. 2003 wurde ihm das Große Ehrenzeichen der Republik Österreich verliehen.